# Добрушин

## Відомі носії
- Добрушин Ієхезкель Мойсейович (1883—1953) — єврейський критик, поет, драматург, перекладач, фольклорист, педагог, театральний діяч, професор.
- Добрушин Леонід Давидович (* 1953) — український фахівець у галузі зварювального виробництва, доктор технічних наук.
- Добрушин Роланд Львович (1929—1995) — радянський вчений-математик, доктор фізико-математичних наук.